# Yandusaurus
Genre
Espèce
Yandusaurus est un genre éteint de dinosaure ornithischien bipèdes de la famille des Hypsilophodontidae.
Il a été découvert dans la formation supérieure de Xiashaximiao qui se place dans la partie terminale de la formation de Dashanpu affleurant au nord-est de la ville de Zigong dans le Sichuan en Chine. Cette formation est d'âge Jurassique moyen, probablement Bathonien ou Callovien, il y a entre 168,2 ± 1,2 et 161,5 ± 1,0 Ma (millions d'années).

## Liste des espèces décrites initialement
Deux espèces ont été rattachées au genre : 
- † Yandusaurus hongheensis X. He, 1979[1] ;
- † Yandusaurus multidens X. He et K.-J. Cai, 1983[2].

### Yandusaurus multidens
Yandusaurus multidens a vu cependant son nom et son affiliation modifiés plusieurs fois depuis sa découverte et sa description en 1983 par les paléontologues chinois X.-L. He  et K.-J. Cai jusqu'au début du XXIe siècle.
En 1992, Guangzhao Peng l'a réattribué au genre Agilisaurus sous le nom d' A. multidens.
En 1996, Gregory S. Paul l'a renommé Othnielia multidens.
En 2005, Paul Barrett crée pour lui son propre genre Hexinlusaurus (en).

### Yandusaurus hongheensis
Yandusaurus hongheensis a gardé son nom et parait donc la seule espèce à conserver dans le genre Yandusaurus.
Son rattachement à la famille des Hypsilophodontidae est remis en cause par le fait que ce groupe est maintenant considéré comme paraphylétique. Yandusaurus est plutôt regardé comme un taxon basal d'euornithopodes.

## Description
Yandusaurus était un dinosaure bipède véloce avec quatre orteils et cinq doigts. La forme incurvée de son os jugal indique qu'il avait de grands yeux. Les dents montrent un modèle unique de crêtes verticales parallèles avec leur bord intérieur très usé.
La taille d'Yandusaurus hongheensis est estimée à 3 à 3,8 mètres selon les auteurs,. Ce dernier auteur, en 2010, évalue son poids à 140 kg.